# Consell d'Índies

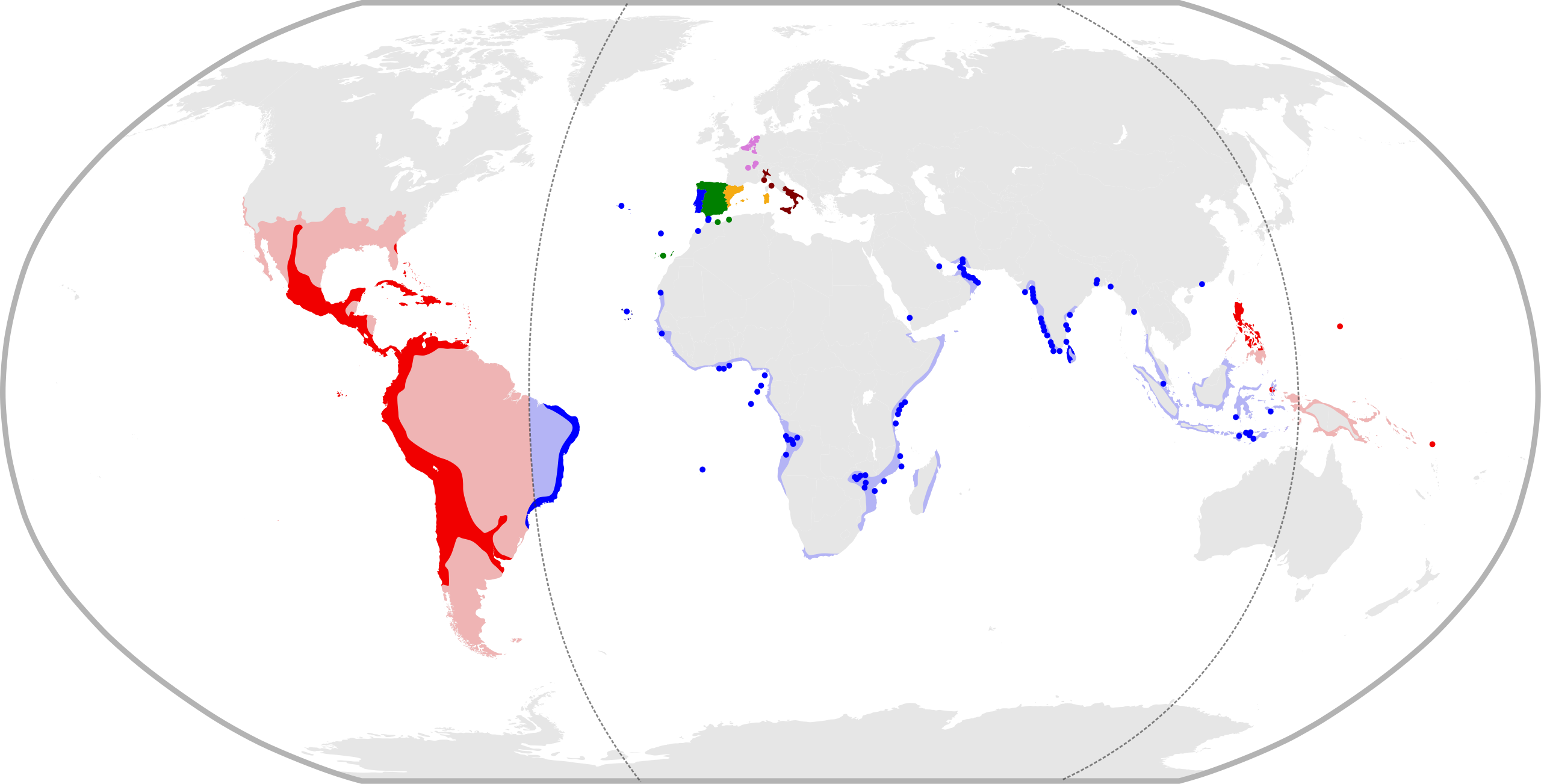
La Monarquia d'Espanya fou uns monarquia composta configurada per un conjunt de dominis territorials que compartien el mateix monarca i on cadascun dels estats mantenia el seu idioma, lleis, i sistemes polítics propis. Cada conjunt territorial tenia un àmbit administratiu i jurisdiccional diferenciat, i el monarca hi governava assessorat per un Consell territorial específic per a cada domini territorial.
Territoris adscrits al Consell de Castella
Territoris adscrits al Consell d'Aragó
Territoris adscrits al Consell de Portugal
Territoris adscrits al Consell d'Itàlia
Territoris adscrits al Consell d'Índies
Territoris adscrits al Consell de Flandes

El Real i Suprem Consell d'Índies, conegut simplement com a Consell d'Índies, va ser l'òrgan més important de l'administració indiana (Amèrica i les Filipines), ja que assessorava al Rei en la funció executiva, legislativa i judicial.
No tenia una seu física fixa, sinó que es traslladava d'un lloc a un altre amb el Rei i la seva Cort. Aquest consell actuava amb el monarca i, en algunes matèries, excepcionalment, actuava sol.

## Història
Va ser fundada al voltant de l'any 1524 per Carles V. Com a institució es va formar a poc a poc, i ja els Reis Catòlics designen a Joan Rodríguez de Fonseca per a estudiar els problemes de la colonització de les Índies amb Cristòfor Colom. Al morir Ferran d'Aragó es fa càrrec de la Corona de Castella en qualitat de regent el Cardenal Cisneros, qui no tenia bones relacions amb Rodríguez de Fonseca, de tal manera que el separa de les seves funcions i encarrega a dos membres del Consell de Castella: Lluís de Zapata i Lorenzo Galíndez de Carvajal, que formin un petit consell, que es va passar a nomenar "Junta d'Índies".
En 1516 quan Carles I es fa càrrec de la corona, continua existint aquesta junta i ja en 1524 passa a anomenar-se definitivament Consell d'Índies. El seu primer president va ser fra García de Loaysa y Mendoza, qui es convertiria després en Arquebisbe de Sevilla.
La imposició de l'absolutisme borbònic amb els decrets de Nova Planta de 1714 i la introducció de les secretaries de despatx, lleven les atribucions administratives i legals del Consell. En 1717 el Rei Felip V crea una Secretaria de Marina i Índies, pel que el Consell va decaient fins que va ser suprimit en 1812, després novament posat en funcionament en 1814, quan recupera la corona espanyola Ferran VII i definitivament abolit, com organisme assessor, en 1834.

## Formació
Estava integrat per:
- Un President: Havia de reunir-se cada setmana amb el rei (generalment els dissabtes a les 10 del matí) per al tràmit de la" consulta", que consistia a informar-li succintament de les matèries tractades en el consell.
- Els Consellers d'Índies: (de nombre variable) lletrats, gent de gran versación jurídica i erudits en temes americans, la gran majoria eren homes amb experiència funcionària en les Índies i els menys, experts en legislació indiana.

Personal de Planta del Consell d'Índies:
- Un Fiscal: Càrrec que era exercit pel conseller més nou, era l'encarregat de vetllar pels interessos de la Corona.
- Dos Secretaris;
- Un Escrivà;
- Un Gran Canceller: càrrec creat per Carlos I per a afavorir a un amic seu. Aquest s'encarregava de custodiar el segell real: havia de confirmar el segell en tots els documents oficials del Consell d'Índies, cobrant una taxa per cada timbre que col·locava.
- Relatores: d'un a tres en algunes èpoques, no eren de nombre fix.
- Comptadors: d'un a tres en algunes èpoques, no eren de nombre fix.
- Un Cosmògraf: tenia per missió posar en coneixement al Consell d'Índies en tot el relatiu al descobriment que s'anava fent en el Nou Món.
- Un Cronista o Guionista Major d'Índies: tenia per missió escriure la història d'Índies.
- Un Advocat de pobres.

## Atribucions del Consell d'Índies

### Atribucions de govern
- Govern Temporal: Tota l'administració governativa de l'Imperi Espanyol competeix al Real i Suprem Consell d'Índies, ha de:

o Planejar i proposar al Rei les polítiques relatives al Nou Món (població, relació amb els aborígens, comerç, etc.)
o Organitzar administrativament les Índies, ja sigui amb la creació de nous Virregnats, noves Governacions, etc. i establir el seu grau d'autonomia respecte de la metròpoli.
o Proposar al Rei els noms de les persones més adients per als càrrecs de grans autoritats americanes (Virreis, Governadors, Oïdores, etc.)
o Vetllar pel bon funcionament de les autoritats, dictant mesurades de probidad administrativa i nomenant un Jutge de Residència, perquè realitzi el respectiu Judici de residència.
o Revisar diàriament la correspondència que ve d'Amèrica i altres possessions, tant l'oficial com la del poble.
o Autoritzar els llibres que passaven a Amèrica;
o Regular i autoritzar el fluix de passatgers a Índies: proveïts, comerciants i emigrants.
o Autoritzar l'aplicació de la legislació castellana en les Índies (des de 1614)
o Examinar la legislació originada a Amèrica, i donar la seva aprovació o rebuig.
o Elaborar les normes que regirien en Índies i que eren dictades pel rei com Reals Cèdules o Reals Provisions (similars a les Reals Cèdules però més solemnes).
A més es pot distingir entre l'Alta Policia i la Baixa Policia que és la qual correspon a les organitzacions municipals.
- Govern Espiritual: Es preocupa de matèries d'ordre espiritual, analitza els drets atorgats per la Santa Seu, així per exemple:

o Exercir el Dret de presentació
o Dividir els bisbats,
o Revisar les Bules Papals, si aquesta conformi
 els dona Exequatur o Passada Regio, sense ell no es compleixen aquestes,
o Examinar les disposicions de l'Església a Amèrica i els Sínodes, aquests no es compleixen sense l'aprovació del Consell d'Índies.

### Atribucions de guerra
Es reuneix amb els membres del Consell de Guerra, és la Junta de Guerra d'Índies (1600), aquí veuen estratègies militars, exèrcit i milícies, a fins del segle xvi i principis del segle xvii s'integren en aquesta junta els" ministres de capa i espasa" (Consellers militars).

### Atribucions d'Hisenda
- Examinar els comptes dels oficials reals (se'ls lleva aquesta funció en temps de Felip II; després se'ls torna a lliurar).

### Atribucions de Justícia
En matèria de justícia el Consell d'Índies era el més alt tribunal a Amèrica i per als efectes d'administrar justícia, es reuneix el consell en una sala de justícia que està integrat per ministres lletrats. En aquesta matèria (justícia), el Consell era absolutament independent, fins i tot del Rei.
En general la corona procurava que el consell conegués pocs assumptes de caràcter judicial, perquè eren assumptes particulars que recarregaven de molt treball als consellers, la qual cosa li restava temps per a dedicar-se als assumptes de govern (de molta més rellevància). Per això els recursos que coneix el consell són de caràcter extraordinari i d'alta quantia (superior a 1000 ducados).
El consell en Sala de Justícia té per funció:
- Conèixer de certs assumptes criminals (delictes comesos en la carrera d'Índies, evasió tributària, delictes de comissió per contraban)
- Conèixer de les apel·lacions en el civil, que hauria conegut la Casa de Contractació quan la suma disputada fos superior a 40.000 maravedís
- Conèixer de les apel·lacions dels Judicis de residència;
- Conèixer del Recurs de segona suplicació;

Excepcionalment en Sala de Govern:
- Conèixer del Recurs d'injustícia notòria.